# ジャクリーン・トボーニ
ジャクリーン・トボーニ（Jacqueline Toboni, 1992年2月18日 - ）は、アメリカ合衆国カリフォルニア州出身の女優。

## 生い立ち
1992年2月18日、5人兄妹の末っ子としてカリフォルニア州サンフランシスコに生まれる。母親はアイルランド系で、父親はイタリア系。姉のジアンナ・トボーニは放送会社のヴァイス・メディアでプロデューサー兼特派員を務めている。
2010年にサンフランシスコのセント・イグナティウス・カレッジシップを卒業した後、2014年にミシガン大学を卒業。ウィリアムズタウン・シアター・フェスティバルに実習生として参加したほか、ニューヨークのムーブメント・シアター・スタジオやイギリスはロンドンのロイヤル・アカデミー・オブ・ドラマティック・アートなど、多くの演劇プログラムで演技を学んだ。

## キャリア
2014年から2017年まで、NBCドラマ『GRIMM/グリム』にトラブル役で準レギュラー出演。
2015年には刑事ドラマ『Major Crimes 〜重大犯罪課』の1エピソードにゲスト出演し、2016年からはNetflixのアンソロジーシリーズ『イージー』の5エピソードにも出演した。
2017年、『ヘルズ・キッチン〜地獄の厨房』の第16シーズンにゲスト出演。
2019年に放送が開始された、ロサンゼルスのレズビアンやバイセクシャルの女性たちの人生を描いた人気ドラマ『Lの世界』の続編『Lの世界 ジェネレーションQ』に、フィンリー役でレギュラー出演している。

## 出演作品

### 映画
| 公開年 | 邦題 原題                   | 役名               | 備考     |
| ------ | --------------------------- | ------------------ | -------- |
| 2014   | Bad Girls                   | レイチェル         | 短編映画 |
| 2017   | Liked                       | ケリー             |          |
| 2019   | The Bygone                  | ジェイミー         |          |
| 2020   | The Stand at Paxton Country | ジャンナ・コネリー |          |
| TBA    | Moon Lane                   | サム               |          |

### テレビシリーズ
| 放送年    | 邦題 原題                                          | 役名                         | 備考                                   |
| --------- | -------------------------------------------------- | ---------------------------- | -------------------------------------- |
| 2014-2017 | GRIMM/グリム Grimm                                 | テレサ・"トラブル"・ルーベル | 準レギュラー / 第3 - 第6シーズン       |
| 2015      | Jill Takes LA                                      | ジャクリーン・チョバニ       | メインキャスト                         |
| 2015      | Major Crimes 〜重大犯罪課 Major Crimes             | リーアン・トレイシー巡査     | 第4シーズン第7話「逃げた目撃者」       |
| 2017      | ヘルズ・キッチン〜地獄の厨房 Hell’s Kitchen        | 本人                         | 第16シーズン第11話「Aerial Maneuvers」 |
| 2019-     | Lの世界 ジェネレーションQ The L Word: Generation Q | サラ・フィンリー             | 『Lの世界』の続編ドラマ メインキャスト |

### ネット配信
| 年        | 邦題 原題     | 役名   | 備考                                           |
| --------- | ------------- | ------ | ---------------------------------------------- |
| 2016-2019 | イージー Easy | ジョー | Netflixドラマ 準レギュラー / 第1 - 第3シーズン |

## 私生活
2021年8月18日、オーストラリアの女優カッサンドラ・クレメンティと婚約したことを公表した。後に婚約解消。